# Кельменди, Майлинда
Майлинда Кельменди (алб. Majlinda Kelmendi; род. 9 мая 1991, Печ, Югославия) — косовская дзюдоистка, олимпийская чемпионка 2016 года, победительница Европейских игр 2019 года, двукратная чемпионка мира (2013 и 2014), четырёхкратная чемпионка Европы (2014, 2016, 2017, 2019). Первая в истории Косово обладательница олимпийской награды. Имеет двойное гражданство (Косово и Албания).

## Биография
Родилась в городе Печ 9 мая 1991 года.
В 2009 году Кельменди выиграла золотую медаль на чемпионате мира среди юниоров в Париже. В 2010 году она заняла пятое место на чемпионате мира среди юниоров в Марокко и стала девятой в категории до 52 кг на чемпионате мира 2010 года в Токио. Представляя Албанию, Майлинда победила Яану Сундберг в первом раунде Олимпийских игр 2012 года но затем проиграла Кристианне Легентил во втором раунде.
В 2013 году в Рио-де-Жанейро Кельменди стала первой чемпионкой мира в истории своей страны, победив в финале бразильянку Эрику Миранда, а спустя год на чемпионате мира в Челябинске защитила титул. В том же году, за два года до Олимпийских игр, её назначили флагоносцем страны на церемонии открытия Игр в Рио.
В 2014 году Кельменди также стала чемпионкой Европы, а спустя два года вновь завоевала этот титул. Также она завоевала третий титул подряд Большого шлема. 8 августа 2016 года Кельменди выступала на Олимпийских играх, в финале встретившись с итальянкой Одетте Джуффридой. Кельменди победила минимальной оценкой (юко), которой судьи оценили бросок ути-мата. Таким образом, дзюдоистка стала первой в истории своей страны олимпийской чемпионкой, и на данный момент единственной. Во время Олимпиады также появились споры, связанные с отказом Кельменди пройти допинг-тест в июне 2016 года во Франции, однако спортсменка отказалась от этого из-за того, что уполномоченный из антидопингового агентства не имел при себе необходимых документов, подтверждающих причастие к WADA, и без их предъявления в дальнейшем она также не собирается проходить никакие допинг-тесты.
В 2017 году защитила титул чемпионки Европы, победив Алесю Кузнецову. На чемпионате мира стала пятой.
22 июня 2019 года стала чемпионкой Европейских игр в Минске. Эти соревнования одновременно являлись чемпионатом Европы, благодаря чему Кельменди завоевала четвёртый титул.
На предолимпийском чемпионате мира 2019 года, который проходил в Токио, завоевала бронзовую медаль, переиграв в поединке за бронзу португальскую спортсменку Джоану Рамос, которая в начале поединка получила тяжёлую травму носа, однако продолжила поединок, но уступила по замечаниям.